# Sveriges mästerkock, säsong 5 (2015)
Den femte säsongen av Sveriges mästerkock sändes mellan 7 januari och 1 april 2015 på TV4. Leif Mannerström och Markus Aujalay återvände som domare i juryn, och fick nytt sällskap denna säsong av Mischa Billing som ersatte Anders Dahlbom.

## Auditionturnén
Auditionturnén i denna säsong tog plats i Stockholm, Göteborg och Helsingborg med slutkvalet i Gävle under avsnitt 1–4 som sändes den 7–8 samt 14–15 januari 2015.
| Stad        | Plats              | Sändningsdatum     | Förkläden      |
| ----------- | ------------------ | ------------------ | -------------- |
| Stockholm   | Clarion Hotel Sign | 7 januari 2015     | 22             |
| Göteborg    | Eriksbergshallen   | 8 januari 2015     | 9              |
| Helsingborg | Sundspärlan        | 8 januari 2015     | 9              |
| Gävle       | Gasklockorna       | 14–15 januari 2015 | 12 finalister. |

Slutkvalet, avsnitt 3 och 4: 14–15 januari 2015

De 40 amatörkockarna som blev kallade till slutkvalet i Gävle fick delta i tävlingar om att bli en av de 12 finalisterna.
- Skala två kilo potatis.
- Tillaga en caesarsallad.
- Tillaga en pastarätt med egengjord pasta.
- Tillaga en fiskrätt med röding.

## Topp 12
| Deltagare               | Ålder | Bostad      | Yrke           | Resultat                    |
| ----------------------- | ----- | ----------- | -------------- | --------------------------- |
| Isabella Ross           | 22    | Stockholm   | Studerande     | Eliminerad den 21 januari.  |
| Niklas Gunnarsson       | 36    | Stockholm   | VFX-producent  | Eliminerad den 28 januari.  |
| Paul "Palle" Erlandsson | 44    | Västerås    | Flygtekniker   | Eliminerad den 4 februari.  |
| Leila Dahlberg          | 46    | Huddinge    | Maskinoperatör | Eliminerad den 11 februari. |
| Frida Eriksson          | 25    | Varberg     | Handläggare    | Eliminerad den 18 februari. |
| Linda Letelier Hansson  | 39    | Skanör      | Lärarinna      | Eliminerad den 25 februari. |
| Filip Poon              | 19    | Malmö       | Studerande     | Eliminerad den 4 mars.      |
| Anna Barkman-Messeter   | 42    | Stockholm   | Flygvärdinna   | Eliminerad den 11 mars.     |
| Fredrik Jonsson         | 29    | Johanneshov | Säljare        | Eliminerad den 18 mars.     |
| Susanna Bill            | 46    | Lund        | Egenföretagare | Eliminerad den 25 mars.     |
| Ludvig Brydolf          | 22    | Nacka       | Studerande     | Andra plats den 1 april.    |
| Sandra Mastio           | 35    | Limhamn     | Säljare        | Sveriges mästerkock 2015    |

## Sammanfattning
| Plats | Deltagare | Avsnitt | Avsnitt | Avsnitt | Avsnitt | Avsnitt | Avsnitt | Avsnitt | Avsnitt | Avsnitt | Avsnitt | Avsnitt | Avsnitt | Avsnitt | Avsnitt | Avsnitt | Avsnitt | Avsnitt | Avsnitt | Avsnitt | Avsnitt | Avsnitt |
| Plats | Deltagare | 5       | 5       | 6       | 6       | 7       | 7       | 8       | 8       | 9       | 9       | 10      | 10      | 11      | 11      | 12      | 12      | 13      | 13      | 14      | 14      | 15      |
| ----- | --------- | ------- | ------- | ------- | ------- | ------- | ------- | ------- | ------- | ------- | ------- | ------- | ------- | ------- | ------- | ------- | ------- | ------- | ------- | ------- | ------- | ------- |
| 1     | Sandra    | Inne    |         | Bäst    |         | Låg     | Elim    | Inne    |         | Låg     | Elim    | Inne    |         | Bäst    |         | Inne    |         | Inne    |         | Låg     | Elim    | Vinnare |
| 2     | Ludvig    | Inne    |         | Låg     | Elim    | Bäst    |         | Inne    |         | Låg     | Elim    | Låg     | Elim    | Låg     | Elim    | Låg     | Elim    | Låg     | Elim    | Bäst    |         | Tvåa    |
| 3     | Susanna   | Låg     | Elim    | Inne    |         | Bäst    |         | Låg     | Elim    | Låg     | Elim    | Låg     | Elim    | Låg     | Elim    | Inne    |         | Inne    |         | Låg     | Elim    |         |
| 4     | Fredrik   | Låg     | Elim    | Inne    |         | Låg     | Elim    | Inne    |         | Bäst    |         | Inne    |         | Bäst    |         | Låg     | Elim    | Låg     | Elim    |         |         |         |
| 5     | Anna      | Inne    |         | Inne    |         | Bäst    |         | Inne    |         | Bäst    |         | Inne    |         | Bäst    |         | Låg     | Elim    |         |         |         |         |         |
| 6     | Filip     | Bäst    |         | Inne    |         | Bäst    |         | Inne    |         | Bäst    |         | Bäst    |         | Låg     | Elim    |         |         |         |         |         |         |         |
| 7     | Linda     | Bäst    |         | Låg     | Elim    | Låg     | Elim    | Låg     | Elim    | Bäst    |         | Låg     | Elim    |         |         |         |         |         |         |         |         |         |
| 8     | Frida     | Inne    |         | Inne    |         | Låg     | Elim    | Bäst    |         | Låg     | Elim    |         |         |         |         |         |         |         |         |         |         |         |
| 9     | Leila     | Inne    |         | Inne    |         | Bäst    |         | Låg     | Elim    |         |         |         |         |         |         |         |         |         |         |         |         |         |
| 10    | Palle     | Inne    |         | Inne    |         | Låg     | Elim    |         |         |         |         |         |         |         |         |         |         |         |         |         |         |         |
| 11    | Niklas    | Låg     | Elim    | Låg     | Elim    |         |         |         |         |         |         |         |         |         |         |         |         |         |         |         |         |         |
| 12    | Isabella  | Låg     | Elim    |         |         |         |         |         |         |         |         |         |         |         |         |         |         |         |         |         |         |         |

| Inne – Deltagaren gick vidare i tävlingen. – Deltagaren behövde inte delta i denna tävling. Bäst – Deltagaren hade den bästa rätten i den tävlingen och gick vidare. Bäst – Deltagaren var medlem i det vinnande laget och gick vidare. Låg – Deltagaren presterade sämst eller förlorade lagtävling och hamnade i elimineringstävling. | Elim – Deltog i en elimineringstävling och gick vidare med den bästa rätten. Elim – Deltog i en elimineringstävling och gick vidare. Elim – Deltog i en elimineringstävling och var sist att gå vidare. Elim – Deltog i en elimineringstävling och blev eliminerad. Vinnare – Deltagaren vann Sveriges mästerkock. Tvåa – Deltagaren slutade på en andra plats. |

### Tävlingar
Avsnitt 5 – 21 januari 2015

- Lagtävling: Deltagarna delades in i par och skulle laga en valfri rätt tillsammans på 60 minuter, men fick endast jobba enskilt i intervaller om 10 minuter.
- Elimineringstävling: Deltagarna som presterade sämst fick laga en skaldjursrisotto på 60 minuter.

Avsnitt 6 – 28 januari 2015

- Individuell tävling: Deltagarna fick tävla i en Mystery Box-tävling tillsammans med Markus Aujalay på 75 minuter.

Ingredienserna var piggvar, kalvbräss, kantareller, kapris, kryddtimjan och dijonsenap.
- Elimineringstävling: Deltagarna som presterade sämst fick laga en valfri rätt med ingefära i huvudrollen på 60 minuter.

Avsnitt 7 – 4 februari 2015

- Lagtävling: Deltagarna delades in i två lag och skulle laga en förrätt samt varmrätt av valfri svensk husmanskost för inbjudna turister på Vasamuseet.
- Elimineringstävling: Deltagarna som presterade sämst fick laga en minestronesoppa på 60 minuter.

Avsnitt 8 – 11 februari 2015

- Individuell tävling: Deltagarna fick laga en valfri rätt på 60 minuter, av ingredienser som bestämdes av juryns barn och barnbarn.
- Elimineringstävling: Deltagarna som presterade sämst fick laga en hamburgare från grunden med tillbehör på 90 minuter.

Avsnitt 9 – 18 februari 2015

- Lagtävling: Deltagarna delades in i två lag och skulle laga en viltlunch utomhus på 60 minuter till ett jaktlag på Virå Bruk.
- Elimineringstävling: Deltagarna som presterade sämst fick laga en valfri dessert med choklad i huvudrollen på 90 minuter.

Avsnitt 10 – 25 februari 2015

- Individuell tävling: Deltagarna fick laga en valfri varmrätt på 60 minuter som passar ihop med äppelmust från Värmdö musteri.
- Elimineringstävling: Deltagarna som presterade sämst fick laga en skaldjursrätt enligt Leif Mannerströms recept på förälskade havskräftor på 60 minuter.

Avsnitt 11 – 4 mars 2015

- Lagtävling: Deltagarna delades in i två lag och skulle laga en valfri trerättersmeny på 120 minuter för inbjudna gäster i Istanbul, Turkiet.
- Elimineringstävling: Deltagarna som presterade sämst fick delta i ett smaktest, där de skulle identifiera 14 olika smaksatta marmeladkonfekter.

Avsnitt 12 – 11 mars 2015

- Individuell tävling: Deltagarna fick laga en valfri rätt på 75 minuter som deras nära och kära tycker om.
- Elimineringstävling: Deltagarna som presterade sämst fick tillverka korv från grunden på 60 minuter.

Avsnitt 13 – 18 mars 2015

- Individuell tävling: Deltagarna deltog i en auktion där de bjöd med deras tillagningstid (som var totalt 90 minuter) på vilken råvara de skulle få använda.

Råvarorna var hummer, unggris, vildand och kalvtunga.

- Elimineringstävling: Deltagarna som presterade sämst fick laga en grönsaksbuljong enligt Mischa Billings recept på 75 minuter.

Avsnitt 14 – 25 mars 2015

- Individuell tävling: Deltagarna fick laga två valfria rätter på 120 minuter som skulle representera deras kokbokskoncept.
- Elimineringstävling: Elimineringstävlingen bestod av två delar:

Del 1: Deltagarna som presterade sämst fick delta i ett smaktest, där de skulle identifiera 13 olika sorters kött.

Del 2: Deltagaren som vann första delen fick välja valfritt kött till sig själv samt till motståndaren som de skulle laga en varsin rätt med på 60 minuter.
Avsnitt 15 – 1 april 2015

- Final – Finaltävlingen bestod av tre delar:

Del 1: Finalisterna skulle laga varsin rätt på 60 minuter enligt ett tema de tidigare utslagna amatörkockarna har valt.

Del 2: En Mystery Box-tävling som de skulle laga varsin kycklingrätt på 90 minuter med alla ingredienser som juryn valt.

Ingredienserna var salvia, potatis, majrova, schalottenlök, vitlök, svartrot, mandel, blodgrape, smör, kycklingfond, olivolja, honung och vitt vin.
Del 3: I den sista delen skulle finalisterna laga varsin rätt som representerade dem själva på 90 minuter.

## Tittarsiffror
| Avsnitt | Datum            | TV-tittare |
| ------- | ---------------- | ---------- |
| 1       | 7 januari 2015   | 1 252 000  |
| 2       | 8 januari 2015   | 766 000    |
| 3       | 14 januari 2015  | 1 050 000  |
| 4       | 15 januari 2015  | 898 000    |
| 5       | 21 januari 2015  | 1 109 000  |
| 6       | 28 januari 2015  | 985 000    |
| 7       | 4 februari 2015  | 919 000    |
| 8       | 11 februari 2015 | 1 054 000  |
| 9       | 18 februari 2015 | 956 000    |
| 10      | 25 februari 2015 | 770 000    |
| 11      | 4 mars 2015      | 990 000    |
| 12      | 11 mars 2015     | 983 000    |
| 13      | 18 mars 2015     | 900 000    |
| 14      | 25 mars 2015     | 951 000    |
| 15      | 1 april 2015     | 1 162 000  |

Källa: MMS

## Källhänvisningar
1. ↑  ”MMS”. Arkiverad från originalet den 16 april 2014. https://web.archive.org/web/20140416190856/http://mms.se/hottop/hottop.asp. Läst 4 augusti 2015.